# Galium sieheanum
Galium sieheanum är en måreväxtart som beskrevs av Friedrich Ehrendorfer. Galium sieheanum ingår i släktet måror, och familjen måreväxter. Inga underarter finns listade i Catalogue of Life.